# Slobozia Conachi, Galați
Slobozia Conachi este satul de reședință al comunei cu același nume din județul Galați, Moldova, România.
 Acest articol despre o localitate din județul Galați este deocamdată un ciot. Puteți ajuta Wikipedia prin completarea lui.